# Nahverkehr in Limburg an der Lahn

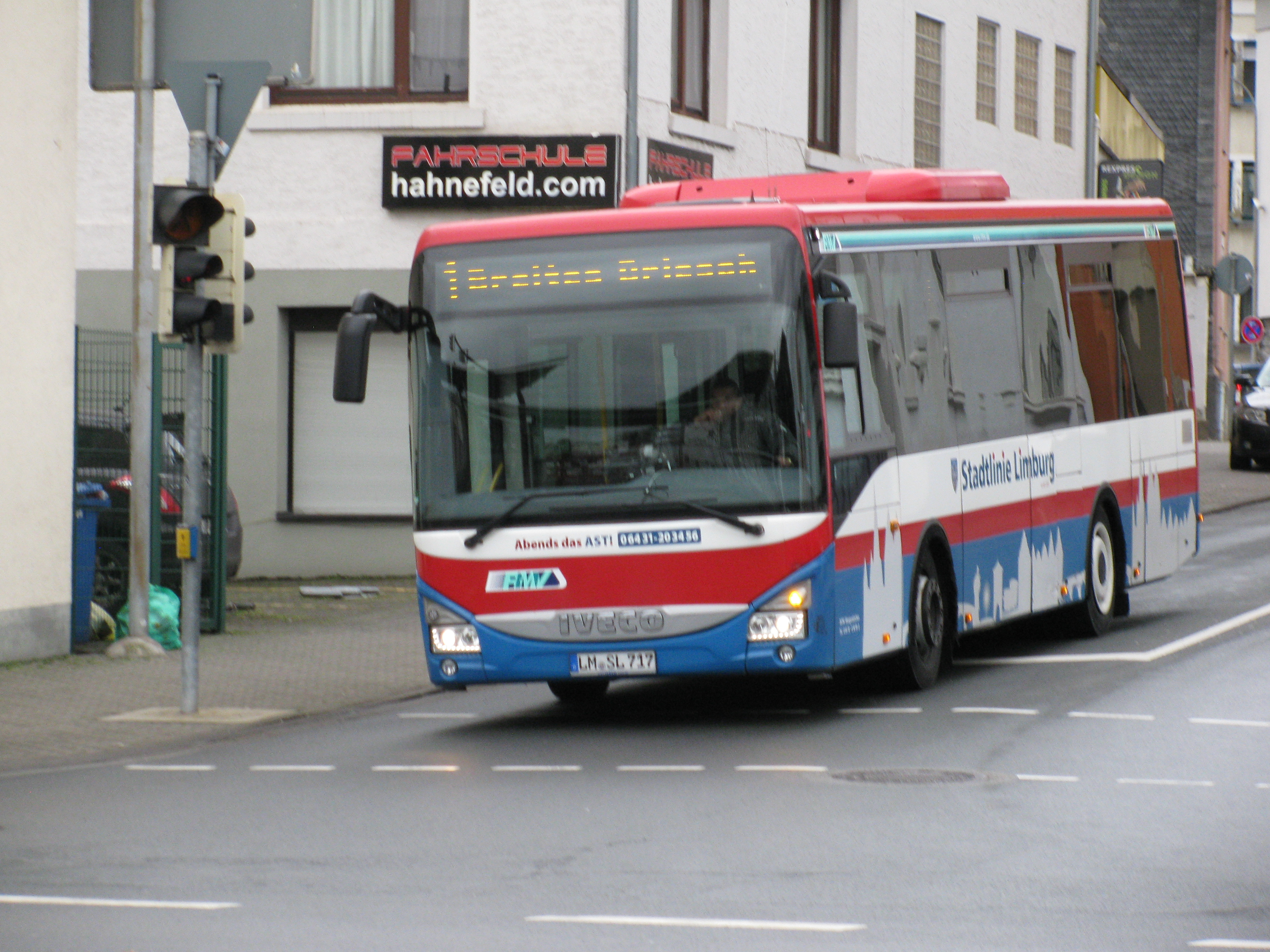
Stadtbus in Limburg

Der Nahverkehr in Limburg an der Lahn wird hauptsächlich durch Stadtbuslinien der Stadtlinie Limburg sowie durch den regionalen Bahnverkehr bewältigt.

## Busverkehr
Die Stadtlinie Limburg wird von der Verkehrsgesellschaft Lahn Dill Weil (VLDW) betrieben. Neben den Bussen der Stadtlinie bedienen auch nach Limburg verkehrende Regionalbusse mehrere Stationen innerhalb des Stadtgebietes. Fünf Bahnhöfe des öffentlichen Personenverkehrs befinden sich zudem in Limburg.
Es verkehren mit Stand 2025 vier Stadtbuslinien sowie eine zusätzliche Shuttlebus-Linie vom Bahnhof Limburg (Lahn) zum Bahnhof Limburg Süd.
Zum 1. Juli 2025 wurde das Angebot der Stadtbusse ausgeweitet. Seither sind alle Stadtteile (Ahlbach, Dietkirchen, Eschhofen, Lindenholzhausen, Linter und Staffel) an das Netz der Stadtlinie angeschlossen; außerdem wurden die Fahrten auf 30-Minuten+-Intervall verdichtet.
Es existieren die Linien LM1, LM2, LM3, LM5 sowie LM21, LM22, LM23, LM24, LM25 und LM26, wobei die einstelligen Nummern innerhalb des Zentrums verkehren, die äußeren Liniennummern in die äußeren Stadtteile verkehren.
Zentraler Knoten des Stadtbusverkehrs ist heute der Vorplatz des Bahnhof Limburg (Lahn), vor der Neugestaltung des Bahnhofsumfeldes war dies die Haltestelle „Hospitalstraße“. Der Wechsel ist vorteilhaft aufgrund kürzerer Wege beim Umstieg zwischen Bus und Zug.
Zahlreiche Regionalbuslinien verkehren nach Limburg, darunter die Linie 580 zwischen Sankt Goarshausen-Rheinfähre, Diez und Bahnhof Limburg-Süd. Zentraler Knoten des Regionalbusverkehrs in Limburg ist der Busbahnhof im Erdgeschoss des Parkhauses am Bahnhof, welches durch den Stadtlinienverkehr Limburg verwaltet wird. Einige Regionalbusse verkehren ab der Haltestelle Limburg Bahnhof Südseite weiter in Richtung Sankt Goarshausen Rheinfähre.
Ende 2021 wurden die im Nachtverkehr eingesetzten Anruf-Sammeltaxis (Lahnstern genannt) durch On-Demand-Shuttle LahnStar abgelöst.

## Bahnverkehr

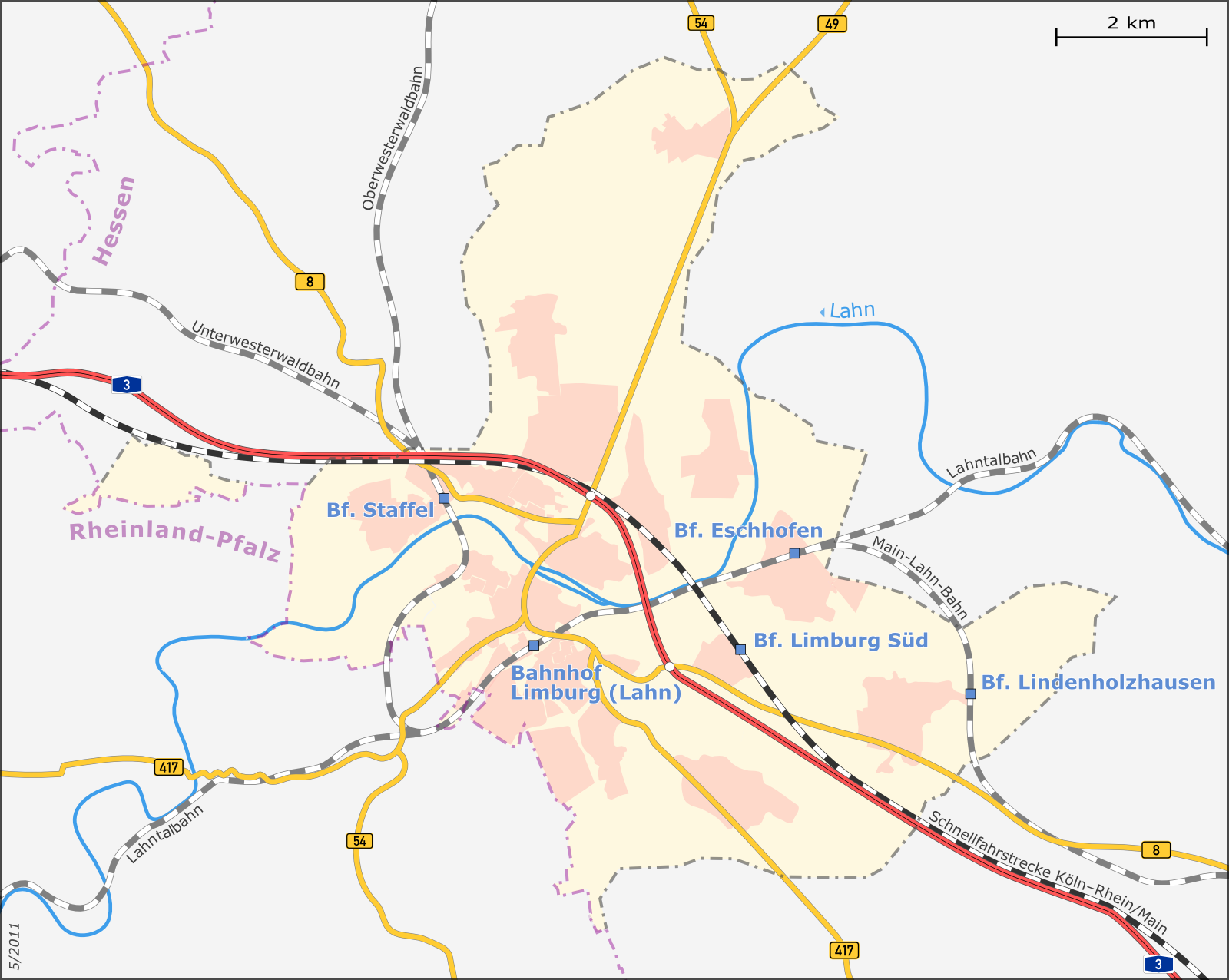
Karte der Eisenbahnstrecken sowie der fünf Limburger Bahnhöfe

Auf dem Stadtgebiet von Limburg befinden sich fünf Bahnhöfe:
- Bahnhof Limburg (Lahn)
- Bahnhof Limburg Süd
- Bahnhof Eschhofen
- Haltepunkt Lindenholzhausen
- Bahnhof Staffel

Die Bahnverbindungen von und nach Eschhofen, Lindenholzhausen und Staffel dienen auch der verkehrlichen Anbindung dieser Stadtteile an die Kernstadt Limburg. Am Bahnhof Limburg Süd verkehren nur Züge des Fernverkehrs (SPFV); eine direkte Bahnverbindung zum Bahnhof Limburg (Lahn) besteht nicht. Am Bahnhof Limburg Süd befindet  sich eine Fernbushaltestelle.

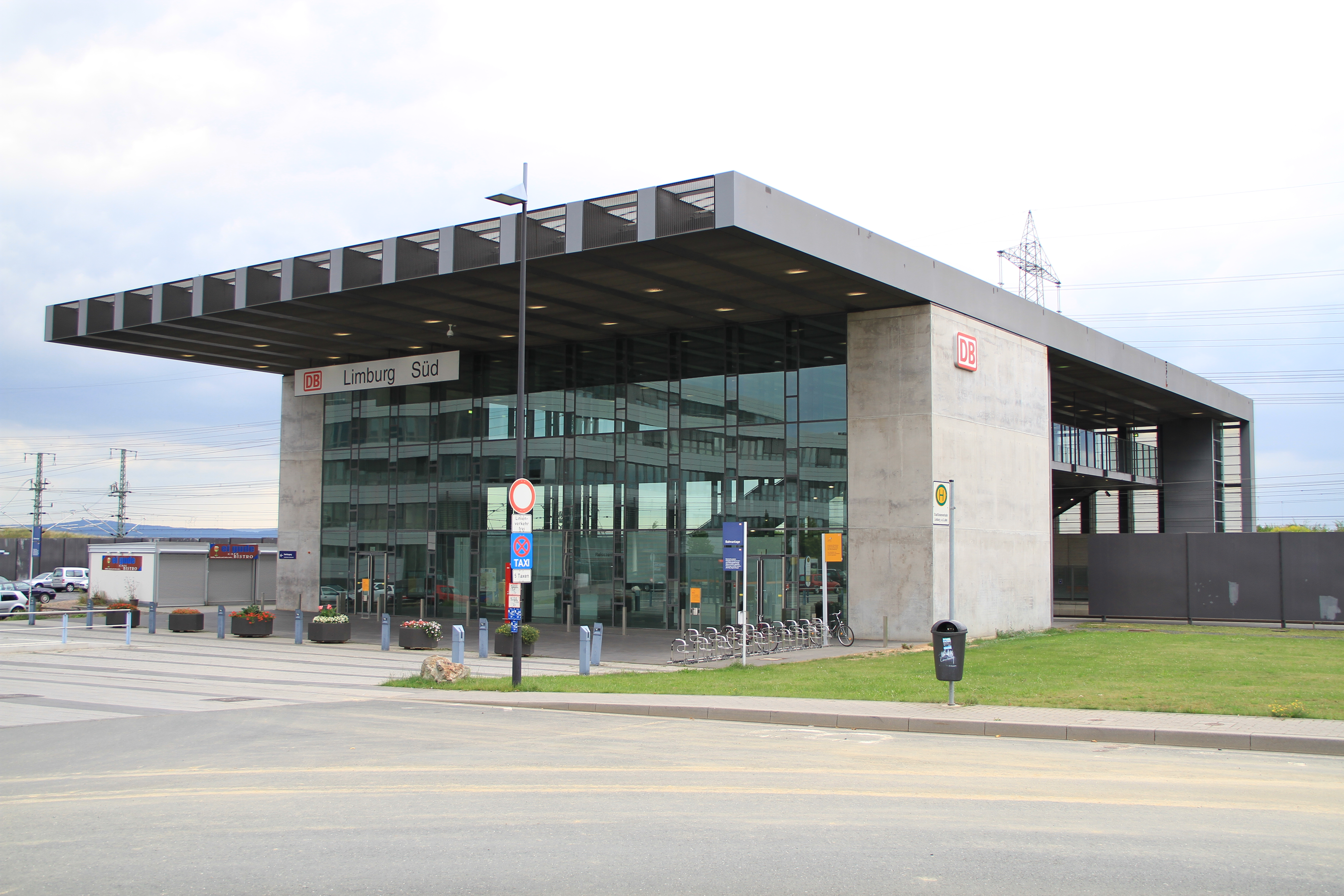
Bike-and-Ride-Anlage vor dem Eingang des Bahnhof Limburg Süd

Park-and-Ride-Anlagen befinden sich am Bahnhof Limburg Süd, am Bahnhof Eschhofen und am Haltepunkt Lindenholzhausen. Bike-and-Ride-Anlagen befinden sich an allen Bahnhöfen außer Staffel.

## Sonstige Verkehrsmittel

### Fähre
Bis 1959 sowie von 1976 bis 1980 bestand eine Fährverbindung von der dietkircher zur eschhöfer Lahnseite. 1989 wurde an gleicher Stelle eine Lahnbrücke für Fußgänger und Radfahrer gebaut.

## Verkehrsunternehmen
Verkehrsunternehmen, welche in Limburg Verkehrsleistungen erbringen, sind u. a.
- DB Regio
- Hessische Landesbahn, einschließlich Betriebszweig Dreiländerbahn
- Verkehrsgesellschaft Lahn-Dill-Weil (VLDW), (einschließlich Stadtlinie Limburg)
- Martin Becker
- Griesar Reisedienst (im Auftrag von Rhein-Westerwald Bus/Rhein-Mosel-Bus)

VLDW sowie DB Vertrieb unterhalten ebenfalls Verlaufs- und Informationsschalter. An allen Stationen des Eisenbahnverkehrs in Limburg befinden sich zudem Fahrscheinautomaten.

## Verkehrsverbund
Die Stadt Limburg liegt in der Tarifzone 6001 des Rhein-Main-Verkehrsverbund (RMV), als Besonderheit umfasst diese Tarifzone auch den Bahnhof Diez Ost, obwohl dieser in Diez im Verbundgebiet des Verkehrsverbund Rhein-Mosel (VRM) in Rheinland-Pfalz liegt, jedoch als Exklave des RMV per Zug nur aus dem RMV-Gebiet erreichbar ist.
Trotz der Tatsache, das Limburg ein Doppelzentrum mit der Stadt Diez in Rheinland-Pfalz darstellt (beide Städte sind Mittelzentren), liegen diese in zwei verschiedenen Verkehrsverbünden (Diez im Verkehrsverbund Rhein-Mosel). Bei Fahrten aus dem VRM-Gebiet zum Bahnhof Limburg (Lahn), zum Haltepunkt Diez Ost und zum Bahnhof Staffel gilt der VRM-Tarif als Übergangstarif, sofern der Start/Zielbahnhof der Fahrt im VRM-Gebiet liegen (VRM-Wabe 177), sowie auf den Streckenabschnitten der Unterwesterwaldbahn (RB29) bis Elz-Süd bzw. der Westerwald-Sieg-Bahn (RB90) bis Wilsenroth (RMV-Gebiet) gilt der VRM-Tarif ebenfalls.